# Região Geográfica Imediata de Petrópolis
A Região Geográfica Imediata de Petrópolis é uma das 14 regiões imediatas do estado brasileiro do Rio de Janeiro, uma das 3 regiões imediatas que compõem a Região Geográfica Intermediária de Petrópolis e uma das 509 regiões imediatas no Brasil, criadas pelo IBGE em 2017. É composta de 4 municípios: Petrópolis, Teresópolis, São José do Vale do Rio Preto e Areal.